# Anaecypris
Anaecypris — рід дрібних риб родини ялецевих.
Включає 2 види:
- Anaecypris hispanica  (Steindachner, 1866) — Анециприс іспанський, Іспанія, Португалія, 7,5 см;
- Anaecypris punica  (Pellegrin, 1920) — Анециприс пунійський, Туніс, 7,2 см.